# Cristina Schiavi
Cristina Schiavi (Buenos Aires, 28 de febrero de 1954) es una artista argentina que ha desarrollado la mayor parte de su producción artística en el área de la pintura y la escultura. Sus obras han recibido diferentes premios, entre ellos el Premio de la Bienal de Bahía Blanca...(1999), el Premio Konex Diploma al Mérito (2002), el Konex de Platino (2022), la beca en Artes Plásticas por el Fondo Nacional de las Artes (2015) y el Primer Premio Prodaltec/Arte Digital por su obra Clonación (2000), entre otros.